# Farleton, Cumbria
Farleton är en by i civil parish Beetham, i grevskapet Cumbria i England. Parish hade 67 invånare år 1931. Farleton var en civil parish 1866–1935 när det uppgick i Beetham. Byn nämndes i Domedagsboken (Domesday Book) år 1086, och kallades då Fareltun.